# Кубок Чернігівської області з футболу 2006
Кубок Чернігівської області з футболу 2006 — 58-й розіграш Кубка Чернігівської області з футболу.
Всі етапи окрім фіналу проходили в одну зустріч.

## Учасники
В цьому розіграші Кубку узяли участь 14 клубів.
| - «Авангард» (Корюківка) - ФК «Борзна» (Борзна) - «Віть» (Новгород-Сіверський) - «Галактика» (Количівка) - «Дружба-Нова» (Варва) - «Європа» (Прилуки) - «Єдність» (Плиски) - команда смт Козелець - ФК «Ніжин» (Ніжин) - «Полісся» (Добрянка) - «Ревна» (Семенівна) - «Стелла-Артуа» (Чернігів) - «Технікум» (Сосниця) - ФК «Тупичев» (Тупичев) |

## 1/8 фіналу
| Команда 1            | Команда 2      | Рахунок |
| -------------------- | -------------- | ------- |
| ФК «Тутичев»         | «Полісся»      | 0:6     |
| «Галактика»          | «Стелла-Артуа» | 0:1     |
| «Європа»             | «Дружба-Нова»  | -:+     |
| команда смт Козелець | ФК «Борзна»    | 1:4     |
| «Ревна»              | «Технікум»     | 3:0     |
| «Віть»               | «Авангард»     | 0:2     |

## 1/4 фіналу
| Команда 1      | Команда 2     | Рахунок |
| -------------- | ------------- | ------- |
| «Полісся»      | «Єдність»     | 3:0     |
| «Ревна»        | «Авангард»    | 1:5     |
| ФК «Борзна»    | «Дружба-Нова» | 1:2     |
| «Стелла-Артуа» | ФК «Ніжин»    | 2:0     |

## 1/2 фіналу
| Команда 1      | Команда 2     | Рахунок           |
| -------------- | ------------- | ----------------- |
| «Полісся»      | «Авангард»    | 1:1 (по пен. 6:5) |
| «Стелла-Артуа» | «Дружба-Нова» | 4:2               |

## Фінал
| Команда 1 | Заг. | Команда 2      | 1-й матч | 2-й матч |
| --------- | ---- | -------------- | -------- | -------- |
| «Полісся» | 5:0  | «Стелла-Артуа» | ?:?      | 5:0      |